# Comté de McDowell (Virginie-Occidentale)
Pour les articles homonymes, voir Comté de McDowell.
Le comté de McDowell est un comté des États-Unis situé dans l’État de Virginie-Occidentale. En 2000, la population était de 27 329 habitants. Son siège est Welch. Le comté doit son nom à James McDowell, industriel américain, gouverneur de Virginie de 1843 à 1846. Grâce à ses mines de charbon le comté de McDowell était très peuplé avant 1950 (autour de 100 000 habitants) mais depuis la crise de l'industrie minière a poussé la population à émigrer. Des inondations désastreuses, en 2001 et 2002, ont détruit plusieurs villages du comté et causé la mort de quarante personnes.

## Principales villes
- Anawalt
- Bradshaw
- Davy
- Gary
- Iaeger
- Keystone
- Kimball
- Northfork
- War
- Welch